# Sammy Chapman (Fußballspieler, 1946)
Robert Dennis „Sammy“ Chapman (* 18. August 1946 in Aldridge) ist ein ehemaliger englischer Fußballspieler.

## Spielerkarriere

### Nottingham Forest (1963–1977)
Sammy Chapman debütierte am 18. Januar 1964 im Alter von siebzehn Jahren in der Football League First Division 1963/64 für den englischen Erstligisten Nottingham Forest, kam jedoch im Saisonverlauf zu keinem weiteren Ligaeinsatz. In den folgenden drei Jahren blieb ihm die Rolle eines Ergänzungsspielers, sein erster Ligatreffer gelang ihm am 19. Dezember 1964 beim 3:2-Heimsieg über West Ham United. 1966/67 gewann der 20-jährige Abwehrspieler (9 Spiele/2 Tore) mit seiner Mannschaft die Vizemeisterschaft hinter Manchester United um Bobby Charlton, Denis Law und George Best. Ab der anschließenden Spielzeit 1967/68 kam er regelmäßiger zum Einsatz, jedoch verschlechterten sich die Leistungen des Vereins deutlich. In der Saison 1971/72 stieg Sammy Chapman (34 Ligaspiele) mit Forest erstmals seit 1957 wieder in die zweite Liga ab. Erst unter dem neuen Trainerduo Brian Clough und Peter Taylor gelang dem Verein 1977 nach fünf Jahren Zweitklassigkeit die Rückkehr in die First Division. Sammy Chapman bestritt zweiunddreißig Ligaspiele (zwei Tore), ehe er den Verein nach Saisonende und über dreizehn Jahren verließ.

### Notts County und Shrewsbury Town (1977–1980)
Die Saison 1977/78 verbrachte er bei Forests Stadtrivalen Notts County in der zweiten Liga, ehe er 1978 zu Shrewsbury Town wechselte und mit seiner neuen Mannschaft 1979 die Meisterschaft in der drittklassigen Football League Third Division gewann. Nach dem Zweitliga-Klassenerhalt in der Saison 1979/80, ließ er seine Spielerkarriere beim unterklassigen Verein Burton Albion ausklingen.